# Dominium wodza Roi Maty

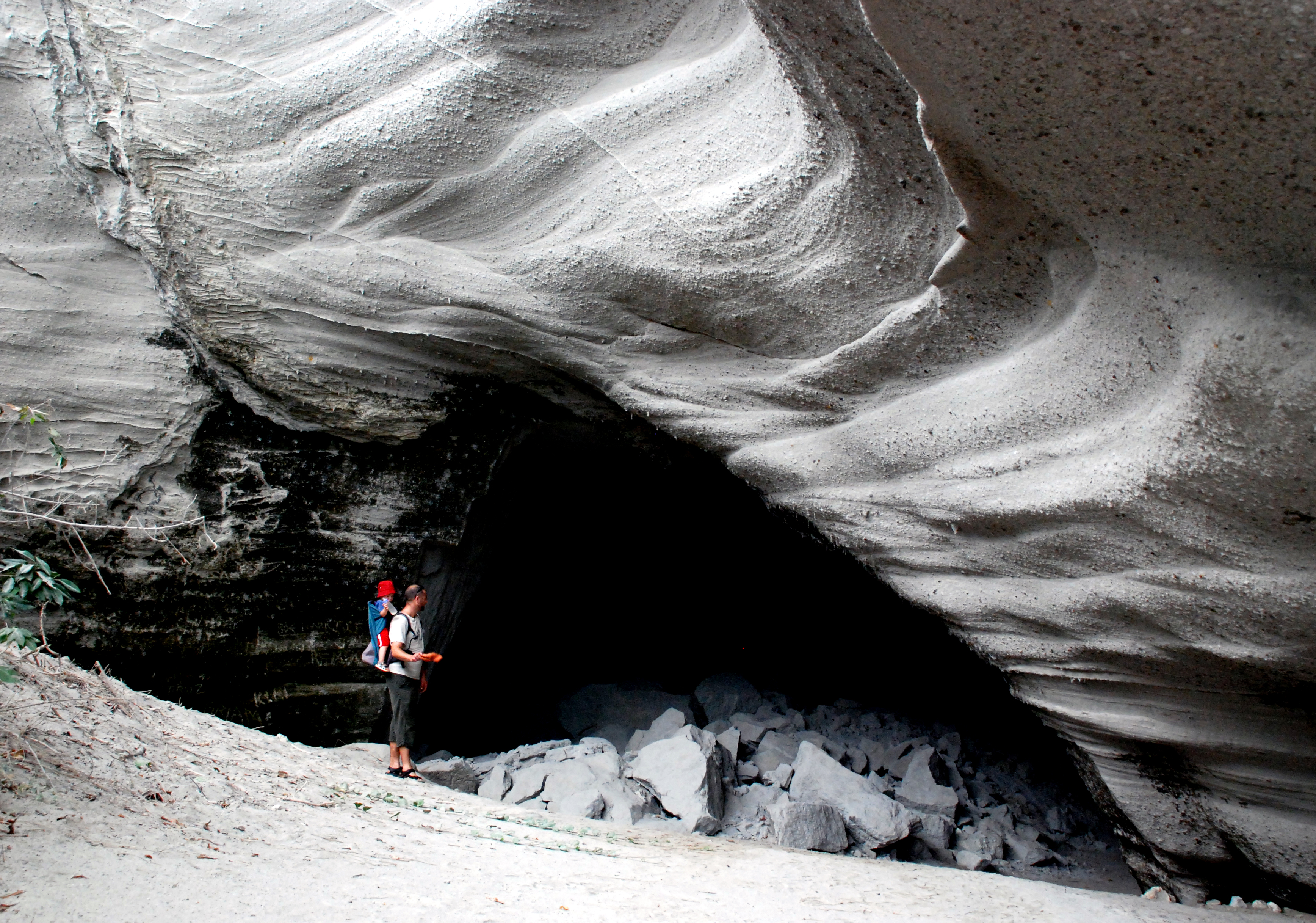
Jaskinia Fels Cave na wyspie Lelepa

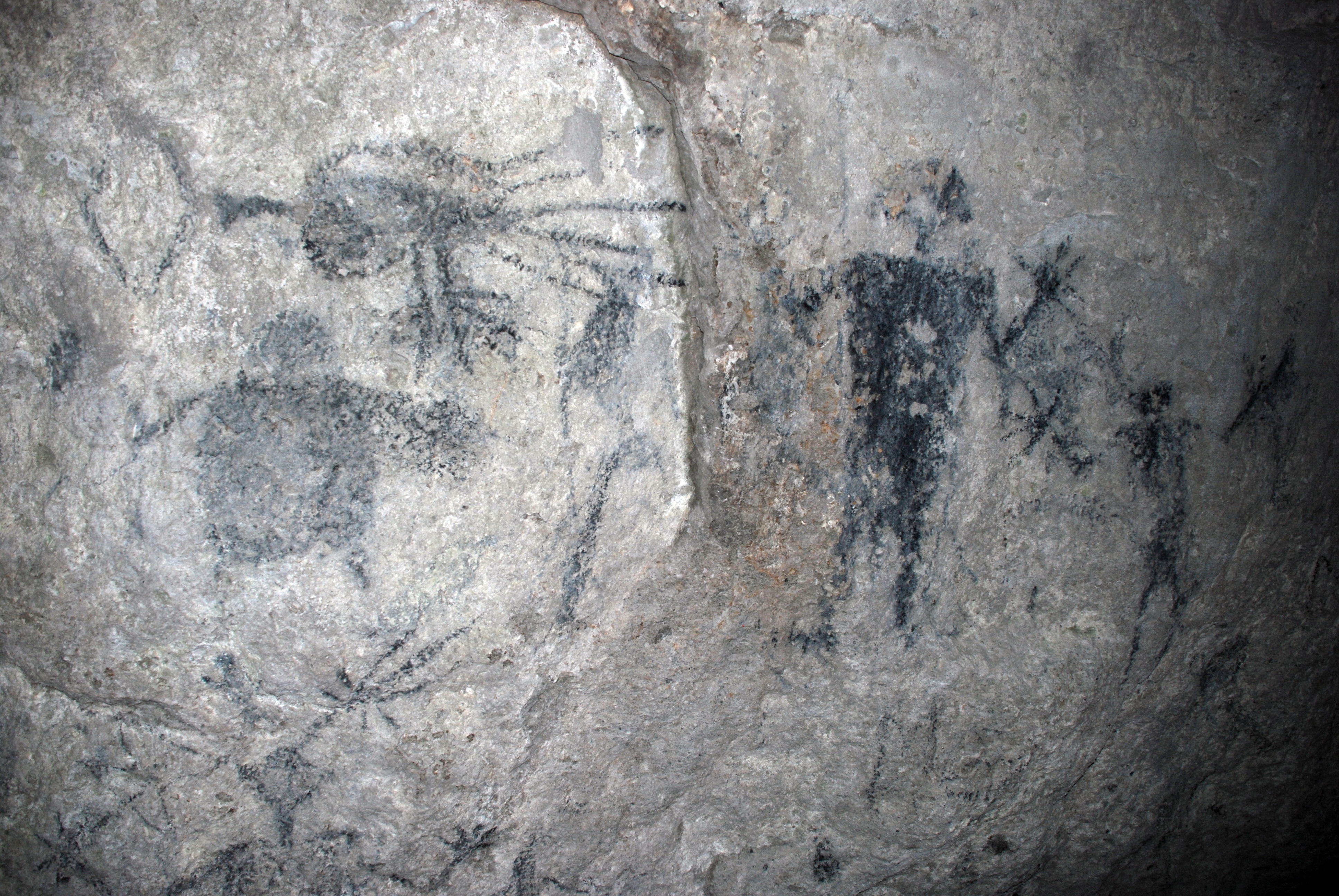
Malowidła naskalne w Fels Cave na wyspie Lelepa datowane na ok. 1600 rok

Dominium wodza Roi Maty (ang. Chief Roi Mata’s Domain) – miejsca na wyspach Efate, Lelepa i Artok w prowincji Shefa Vanuatu związane z życiem i śmiercią ostatniego naczelnego wodza noszącego tytuł Roi Maty (XVI–XVII w.) obejmujące m.in. jego rezydencję oraz miejsca śmierci i pochówku; wpisane w 2008 roku – jako pierwszy obiekt na terenie Vanuatu – na listę światowego dziedzictwa UNESCO.

## Historia

### Roi Mata
Roi Mata to tytuł nadawany głównemu wodzowi w środkowym Vanuatu (m.in. Efate i Shepherd Islands). Pojawił się wraz z przybyciem nowych wodzów na Efate ok. 800–1000 roku. Chociaż tytuł nosiło wielu wodzów, to w przekazach ustnych ich czyny przypisywane są jednej osobie – Roi Macie. Po śmierci ostatniego Roi Maty nikt nie używał tego tytułu przez ponad 400 lat. Roi Mata miał być obdarzony specjalną mocą nazywaną natkar.

### Legendy
Najwcześniejsze legendy opowiadają o przybyciu pierwszego Roi Maty – dowódcy łodzi, który założył osadę na wyspie Efate i przejął kontrolę nad większą częścią wyspy, instalując w tubylczych wioskach podporządkowanych mu wodzów. Sam Roi Mata miał osiąść w północno-zachodniej części Efate.
Kolejne legendy traktują o życiu ostatniego wodza noszącego tytuł Roi Maty, skupiając się na trzech wydarzeniach:
1. Pierwszy rodzaj opowieści dotyczy matrylinearnego systemu klanowego zwanego naflak i uczt pokoju natamwate jako sposobów zakończenia Wielkiej Wojny na Efate[1]. Wprowadzony przez Roi Matę system naflak był matrylinearnym system przynależności klanowej, systemem tożsamości, który zakazywał prowadzenia wojny w ramach naflaku[1]. Dzieci należały do tego samego naflaku co ich matka[1]. System wprowadził sieć aliansów bazujących na linii pokrewieństwa, a nie wyłącznie na wąskiej przynależności do jednej osady[1]. Roi Mata nadał każdemu naflakowi własny symbol totemiczny[1]. Wprowadzenie systemu naflaków uznawane było za główną zasługę Roi Maty w procesie zakończenia długoletnich konfliktów wewnętrznych na wyspie – okresu Wielkiej Wojny na Efate[1].
2. Drugi rodzaj opowieści dotyczy przygód Roi Maty, kiedy jego łódź została zniesiona z kursu, a on sam – nierozpoznany – dostał się do niewoli u wodza Ti Vaitini, skąd uwolnił się przy użyciu mocy natkar, dzięki której sprowadził choroby na swoich oprawców[1].
3. Trzeci rodzaj opowieści, który ma różne regionalne warianty, traktuje o śmierci Roi Maty[1]. Na Shepherd Islands zachowała się legenda o śmierci wodza z rąk jego brata, Roi Muru, który zabił Roi Matę, przeszywając go zatrutą strzałą[1]. W regionie Lelepy natomiast opowiada się, jak Roi Mata umarł z przejedzenia podczas zawodów w jedzeniu urządzanych w osadzie Lou Patrou dla wodzów i szamanów munuwai[1]. Konający Roi Mata miał być przeniesiony do jaskini Fels Cave, gdzie zmarł, po czym jego ciało miało być przetransportowane łodzią do jego rezydencji w Mangaas[1]. Ze strachu przed mocą wodza nawet po jego śmierci Roi Mata został pochowany na przybrzeżnej wyspie Artok, która została obłożona zakazem wejścia i gdzie nikt nie wchodził przez prawie 400 lat[1].

### Badania antropologiczne i archeologiczne
Opowieści o Roi Macie udokumentował po raz pierwszy w latach 50. XX w. francuski antropolog i etnolog Jean Guiart (ur. 1925).
W latach 1963–1967 francuski archeolog José Garanger rozpoczął poszukiwania śladów życia ostatniego Roi Maty w miejscach wspominanych w przekazach ustnych udokumentowanych przez Guiarta, przede wszystkim na wyspie Artok. Badania kontynuowane później przez grupę naukowców z Vanuatu Cultural Centre i Australian National University w latach 1996–2003 wykazały, że Mangaas było zamieszkane pomiędzy rokiem 1450 a 1600.
Na wyspie Artok Garanger odkrył masowy grób ze szczątkami ok. 50 osób pogrzebanymi wokół szczątków jednej osoby pochowanej pośrodku w dużo głębszym grobie. W środkowym grobie znajdował się szkielet ułożony w pozie wodza, z czaszką spoczywającą na bazaltowym kamieniu – co uznano za szczątki Roi Maty.
Po uzyskaniu niepodległości w 1980 roku i założeniu Republiki Vanuatu Roi Mata stał się symbolem dziedzictwa Vanuatu jako narodu.
W 2008 roku dominium wodza Roi Maty zostało wpisane – jako pierwszy obiekt na terenie Vanuatu – na listę światowego dziedzictwa UNESCO.

## Opis

Mapa obszaru

Obszar dominium obejmuje fragmenty dwóch wysp, Efate i Artok, zachodniego wybrzeża wyspy Lelepy oraz wód oceanu pomiędzy nimi, na terytorium Vanuatu. Z życiem i śmiercią ostatniego Roi Maty związane są:
- Mangaas – pozostałości osady z rezydencją wodza – Sumwantuk, miejscem lądowania pierwszych wodzów – Mwalakot i placem tańca Mwalala z ogromnym okazem figowca bengalskiego, którego wiek określany jest na ponad 400 lat[1]. Na terenie Mangaas znajdują się również „święte kamienie”[1].
- Jaskinia Fels Cave – legendarne miejsce śmierci; obszerna jaskinia o jednej komnacie (o wymiarach: 35 m wysokości, 52 m szerokości i 47 m głębokości), której ściany pokrywają rysunki naskalne[1]. Rysunki, wykonane czarnym pigmentem, przedstawiają postaci z kijami oraz różne zwierzęta lądowe i morskie; datowane są na ok. 1600 rok[1].
- Wyspa Artok (ang. Hat Island) – miejsce pochówku; niewielka wyspa koralowa (2,3 km długości i 670 m szerokości) u północno-wschodnich wybrzeży Efate o charakterystycznym kształcie przypominającym kapelusz (stąd jej nazwa w języku angielskim nadana przez kapitana HMS Havannah w 1849 roku)[1]. Miejsce pochówku Roi Maty, ok. 50 m od południowego brzegu w głąb wyspy, oznaczone jest dwoma głazami oraz kilkoma mniejszymi kamieniami nagrobnymi i wielkimi muszlami[1].